# Bloom (비치 하우스의 음반)
Bloom은 2012년 5월 15일 서브 팝에서 발매된 미국의 드림 팝 듀오 비치 하우스의 4번째 정규 음반이다. 이 음반은 비치하우스와 크리스 코디의 공동 프로듀싱으로 제작되었다. 이 음반은 전작 Teen Dream의 투어를 도는 2년 동안 제작되었다고 하며, 텍사스주 토르니요에 있는 소닉 랜치 (Sonic Ranch)에서 녹음되었다고 한다.
Bloom은 평단의 호평을 받았으며, 또한 첫 주에 41,000장을 판매하며 빌보드 200 차트에서 7위를 기록했다. 이 음반은 많은 웹진들로부터 2012년 주요 음반 중 하나로 손꼽히며, 피치포크에서는 이 음반을 2010-2014 최고의 음반 순위에 53위로 선정하기도 했다.

## 수록곡
| #            | 제목                                                                     | 재생 시간 |
| ------------ | ------------------------------------------------------------------------ | --------- |
| 1.           | 〈Myth〉                                                                 | 4:20      |
| 2.           | 〈Wild〉                                                                 | 4:58      |
| 3.           | 〈Lazuli〉                                                               | 5:02      |
| 4.           | 〈Other People〉                                                         | 4:24      |
| 5.           | 〈The Hours〉                                                            | 4:08      |
| 6.           | 〈Troublemaker〉                                                         | 4:56      |
| 7.           | 〈New Year〉                                                             | 5:24      |
| 8.           | 〈Wishes〉                                                               | 4:40      |
| 9.           | 〈On the Sea〉                                                           | 5:32      |
| 10.          | 〈Irene〉 (ends at 6:44; hidden track "Wherever You Go" starts at 13:16) | 16:56     |
| 총 재생 시간 | 총 재생 시간                                                             | 60:28     |